# Chambéry
Chambéry (pronuncia francese /ʃɑ̃beˈʁi/; in arpitano Chambèri; in italiano Ciamberì, più raramente Sciamberì) è un comune francese di 59172 abitanti, capoluogo della Savoia.
La città di Chambéry è detta anche “la ridente”.
Fondata in epoca romana, divenne nel basso medioevo la capitale del Ducato di Savoia fino a quando, nel 1563, fu soppiantata da Torino.
Appartenente fino al XIX secolo ai territori amministrati da casa Savoia tranne un breve periodo tra il 1792 e il 1815, nel 1860 fu ceduta da Vittorio Emanuele II alla Francia insieme a tutti i territori a ovest delle Alpi come contropartita per l'aiuto garantito da Napoleone III al Regno di Sardegna nel corso della seconda guerra d'indipendenza italiana.
Costituisce uno dei poli più significativi del cosiddetto Solco alpino e ha ottenuto il titolo di Città alpina dell'anno 2006.

## Geografia fisica
Chambéry sorge in una vallata alpina, compresa tra i massicci dei Bauges ad est e della Chartreuse e di Belledonne a sud, alla confluenza della Leysse con l'Albane. La città è situata a 100 km a sud-est di Lione, a 58 km a nord-ovest di Grenoble e a 85 km a sud di Ginevra.

## Origini del nome
Camefriacum, 1016 (Cart. Saint-André, Append., n° 44); Camberiacum, 1029. Secondo l'abate A. Gros, da un Cambariacum, possedimento di un certo Cambarius, proveniente da cambarus, cioè astice (chambero in francoprovenzale).

## Storia
Da Chambéry, in epoca romana, passava la via delle Gallie, strada romana consolare fatta costruire da Augusto per collegare la Pianura Padana con la Gallia. L'antico borgo sorse nei pressi di un castello del X secolo; all'inizio dell'XI secolo passò a Goffredo di Chambéry. Berlione II fondò successivamente la città di Villeneuve de Chambéry, che fu unita alla città vecchia da Amedeo V di Savoia nel 1288. Passò poi ai francesi nel 1536 e di nuovo ai Savoia nel 1559. Quando nel XVIII secolo la contea di Savoia divenne provincia di Savoia, una delle sei suddivisioni dell'intendenza generale della Savoia, Chambéry ne era inclusa.
A seguito dell'occupazione del generale Montesquiou il 22 settembre 1792, la provincia fu annessa al territorio della Repubblica francese con il decreto del 27 novembre successivo, con il nome di Dipartimento del Monte Bianco.
Così, sui nove distretti creati, quello di Chambéry era diviso in 22 cantoni, che raggruppavano 183 comuni. Con la restaurazione, Chambéry tornò a far parte del Regno di Sardegna. Dopo alterne vicende, nel 1860, in base al trattato di Torino, fu annessa con l'intera Savoia alla Francia.

### Simboli
Lo stemma venne concesso alla città di Chambéry nella prima metà del XVII secolo.
È l'arma del Ducato di Savoia, brisata da una stella d'oro. Il motto in latino si riferisce alla protezione data dai Duchi di Savoia che, con la loro autorità, sostenevano i diritti della loro capitale Chambéry e ne divennero i custodi, oppure alla loro azione di guardiani dei valichi alpini.

### Onorificenze
- Croix de guerre 1939-1945

## Monumenti e luoghi d'interesse
- Castello
- Cattedrale di Chambéry
- Fontana degli elefanti
- Museo di belle arti di Chambéry
- Museo Charmettes - La casa di Jean-Jacques Rousseau
- Galleria Eureka[7]

## Società

### Evoluzione demografica
Abitanti censiti

## Cultura

### Istruzione

#### Università
La città è sede dell'Université Savoie Mont Blanc, fondata nel 1979.

## Infrastrutture e trasporti

### Strade
La principale via d'accesso alla città è l'autostrada A43, che unisce Lione alla frontiera italiana attraverso il traforo stradale del Frejus. L'A43 s'interseca a Chambéry con l'A41, che unisce Grenoble a Ginevra.

### Ferrovie
La citta è servita da una propria stazione ferroviaria posta lungo la linea Culoz-Modane.

### Aeroporti
Chambéry è collegata per via aerea grazie all'Aeroporto di Chambéry Aix-les-Bains, noto anche con il nome commerciale di Aeroporto di Chambéry Savoia, situato a 8,3 km a nord-nord-ovest dal centro, nei pressi di Le Bourget-du-Lac e del lago del Bourget, e a 6,5 km sud-ovest da Aix-les-Bains.

## Amministrazione

### Gemellaggi
La città intrattiene rapporti di gemellaggio con
- Torino, dal 1957[11]
- Albstadt, dal 1979[12]
- Blainville
- Ouahigouya, dal 1991[13]
- Shawinigan, dal 2016[14]
- Zhangjiakou, dal 2017[15]